# Cirsium richterianum
Cirsium richterianum là một loài thực vật có hoa trong họ Cúc. Loài này được Gillot mô tả khoa học đầu tiên năm 1880.